# Fatima Zahra
Pour les articles homonymes, voir Fatima et Zahra.
Fatima bint Mohammed, dite Fatima (al-)Zahra (فَاطِمَة ٱلزَّهْرَاء, Fāṭimah az-Zahrāʾ, « Fâtima la resplendissante, la brillante »), née en 604-615 et morte vers 632 à Médine, est une fille du prophète de l'islam Mahomet et de sa première femme Khadija. Épouse du calife Ali ibn Abi Talib, cousin de son père, elle est l'un des personnages féminins les plus symboliques de la religion musulmane.

## Biographie
Fatima est la fille de Mahomet et de sa femme Khadija. Elle est la seule de ses enfants à vivre encore après la mort de Mahomet. Les sources sur sa date de naissance sont contradictoires. Il en est de même pour l'ordre des filles de Mahomet.
Elle serait partie, après l'Hégire, à Médine. Elle s'est mariée avec Ali ibn Abi Talib. Elle est la seule des enfants de Mahomet à avoir eu une descendance qui a survécu, mais elle est restée peu présente dans les grands événements des débuts de l'islam. La date de sa mort fait débat.

## Dans le Coran
Fatima n'est pas citée dans le Coran mais les exégètes ont interprété certains versets comme des références à elle ou à sa famille. C'est, en particulier le cas, des versets Q33:33 et Q3:61.
Le premier évoque les ahl al-bayt, traditionnellement compris comme désignant les membres de la famille de Mahomet, c'est-à-dire lui-même, Fatima, son époux et leurs enfants. Des débats existent sur le sens de cette expression puisqu'à l'inverse, selon 'Ikrima, ce terme désigne les femmes de Mahomet. Le premier passage prend place dans une sourate probablement remaniée à l'époque califale. Pour Wilferd Madelung, la sourate originelle aurait fait de Fatima l'héritière de Mahomet et Ali son exécuteur testamentaire, passage censuré par Umar.
Le second est associé à une opposition entre Mahomet et un groupe de chrétiens de Najran. Citant cet épisode, Paul Ballanfat et Mohyddin Yahia écrivent : « Mahomet recourut lui-même, au nom d’Allah, à la mubâhala de type préislamique pour trancher le différend théologique qui l’opposait au christianisme ».

## Postérité
Fatima est la plus proche parente de Mahomet et l'islam chiite a, en particulier, développé toute une littérature dévotionnelle et hagiographique sur cette figure. Des filles de Mahomet, elle est la seule mise en avant par tous les musulmans et est la seule à posséder une aussi importante postérité.
Fatima a, en particulier, été associée à la figure de Marie, mère de Jésus (particulièrement par les chiites), et elle porte d'ailleurs, entre autres titres, celui de « Vierge » (arabe baṭūl). Ce lien repose sur une tradition exégétiques de Q3:42 et sur un hadiths dans lequel Mahomet listerait les meilleures femmes : Marie, la femme de Pharaon, Khadija et Fatima. La tradition chiites associe ces deux figures en raison de la douleur qu'elles ont endurée. Cet aspect a été développé spirituellement par l'orientaliste Louis Massignon.
Tant chez les sunnites que chez les chiites, on lui attribue de nombreuses qualités. D'ailleurs, une dynastie chiite, les Fâtimides, se réclame d'elle. Elle est donc « la brillante », c'est-à-dire la porteuse d'une lumière qui lui est communiquée par Dieu et qui fait resplendir les cieux. On lui doit aussi de nombreux miracles. Et c'est elle qui, la première entrera au Paradis après la résurrection. Là, elle conduira vers le trône divin les siens et ses partisans. 
Par ailleurs, les chiites (en particulier les ismaéliens, mais cet éléments est aussi accepté par les sunnites) mettent en avant un récit selon lequel Mahomet aurait, à une occasion solennelle, abrité  sous son manteau Fâtima, Ali et leurs deux fils. L'ensemble de ces cinq personnes aurait alors reçu le nom de gens du Manteau (Ahl al-Kisa).

## Approche historique

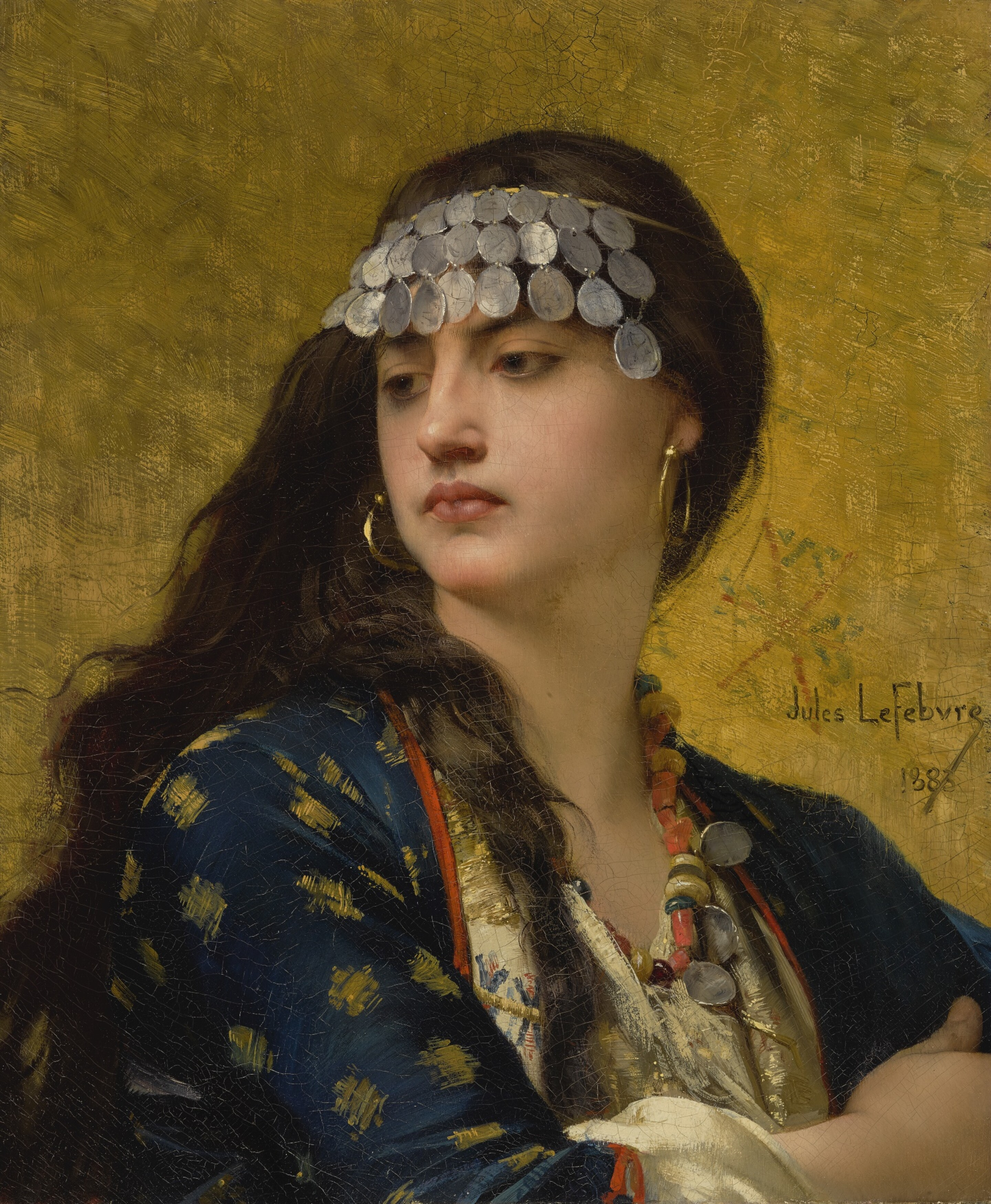
Le portrait de Fatima Zahra, peint par Jules Lefebvre en 1883.

Shoemaker résume ainsi la question de l'historicité des personnages des débuts de l'islam : « Ainsi est-il largement admis dans les études occidentales sur les origines de l'islam que quasiment rien de ce qui est rapporté par les sources musulmanes anciennes ne peut être considéré comme authentique, et que la plupart des éléments au sujet de Muhammad et de ses compagnons contenus dans ces récits doivent être considérés avec beaucoup de méfiance ». La rédaction d'une biographie historique de Mahomet est impossible pour les spécialistes, qui voient dans la sira « une image idéalisée du Prophète à travers le regard des musulmans des VIIIe – Xe siècles ».
Fatima est peu présente dans les sources historiques ; le peu d'éléments historiques à disposition, à quoi s'ajoute l'adjonction progressive de qualités exceptionnelles, ont bientôt fait de sa vie une légende. « Les savants occidentaux, en revanche, se sont mis à chercher la vraie Fatima derrière la brume qui l'enveloppe » et des auteurs comme Massignon et Henri Lammens se sont opposés sur le sujet. Ainsi, pour Lammens, Fatima était historiquement une femme insignifiante, tandis que pour Massignon, elle possédait des traits spirituels forts. Cette approche ne peut satisfaire les historiens qui considéreront « que l'auteur [Massignon] subordonne les faits aux croyances sur Fatima qui ne sont apparues que plus tard ».
Les recherches de Lammens ont, en revanche, permis de montrer « la nature tardive et artificielle des traditions musulmanes sur Muhammad et les débuts de l'islam ». Ainsi, de nombreuses sources sur Fatima datent du IIe siècle de l'Hégire ou de plus tard.

## Commémoration
Le lieu à Médine où Fatima est morte est l'objet de ziyâra (visites pieuses) et de pèlerinages extra-canoniques. 
D'après l'hagiographie chiite, Fatima a été opprimée après le décès de son père et elle est morte en martyre. C'est la raison pour laquelle ils commémorent son décès au cours de la Fatimiyya.  

### Point de vue chiite
Chaque année, les chiites duodécimains commémorent pendant 20 jours le martyre et le deuil de Fatima Zahra[réf. nécessaire].

### Filmographie
En 2021, La Dame du Paradis met en scène Fatima et son mari Ali. Il s'agit du premier film à donner un « visage » à Mahomet.